# Lucas Kazan Productions
La Lucas Kazan Productions è una casa di produzione cinematografica che produce e distribuisce film pornografici gay, fondata nel 1998 da Lucas Kazan.
La casa di produzione è nota a livello internazionale per la cura e la qualità della fotografia nei suoi film, più volte candidati a (e vincitori di) premi del settore. Ha esportato il made in Italy in tutto il mondo, girando i propri film nei luoghi più suggestivi d'Italia e costruendo uno star system anche italiano.
Non pochi titoli della Lucas Kazan Productions sono omaggi in chiave hard alla tradizione operistica italiana. Il film L'elisir d'amore è basato l'omonima opera di Donizetti, A Sicilian Tale è ispirato alla Cavalleria rusticana di Mascagni, Under the Big Top ai Pagliacci di Leoncavallo, The School for Lovers all'opera buffa Così fan tutte di Mozart. Altri titoli attingono al teatro e alla letteratura italiani: Decameron si ispira a due novelle del Boccaccio, The Innkeeper alla La locandiera del Goldoni.
Tra i primi titoli prodotti vi furono Hotel Italia e Italian Style, distribuiti sotto l'etichetta Lucas Kazan Productions. Solo i primi film furono distribuiti regolarmente in Italia, i successivi furono distribuiti per il mercato internazionale, per tutelare l'identità di alcuni modelli italiani.
Il film Italian Style, co-produzione con Kristen Bjorn, ha vinto nel 2001 un GayVN Award come miglior video straniero. Premio bissato nel 2007 con The School for Lovers e nel 2009 con Italians and Other Strangers.
I modelli lanciati da Kazan sono apparsi sulle più importanti copertine di riviste del settore e in vari libri fotografici, come Taste of Italy, pubblicato nel 2003 e Italian Style, pubblicato nel 2008 in occasione del decimo anniversario della Lucas Kazan Productions.
La casa di produzione ha ricevuto, nel corso degli anni, diverse candidature ai Premi XBiz e Cybersocket. In particolare, le candidature al Premio Cybersocket 2008 per il Miglior Sito a Tematica Europea e al Premio Xbiz 2010 per l'azienda GLBT dell'anno.

## Filmografia
- Journey to Italy (1997)
- The Summoner (1998)
- Hotel Italia (1999)
- Across the Ocean (2000)
- Road to Naples (2000)
- Italian Style (2000)
- American Holidays (2001)
- L'elisir d'amore (2002)
- Maspalomas (2002)
- Out in Tuscany (2002)
- The Innkeeper (2003)
- A Sicilian Tale (2003)
- LKP Video Highlights (2003)
- Mykonos (2003)
- Under the Big Top (2003)
- Journey to Greece (2004
- Backstage (2004)
- Italian for the Beginner (2004)
- Love and Lust (2005)
- Decameron: Two Naughty Tales (2005)
- The School for Lovers (2006)
- The Men I Wanted (2007)
- Sexcursions (2008)
- Italians and Other Strangers (2008)
- Daniel and His Buddies (2009)
- Sexcursions 05 (2009)
- RoughTender (2010)
- Mambo Italiano (2011)

## Modelli
| - Lucas Andrades - Jake Andrews - Bruno Boni - Federico Bulsara - Sasha Byazrov - Vilem Cage - Raul Korso - Darius Ferdynand |  | - Pietro Cattani - Tiziano Cortese - Eric Flower - Lucas Foz - Jean Franko - Roberto Giorgio - Diego - Wagner |  | - Erik Kovak - Leon - Daniele Montana - Ricky Martinez - Wilfried Knight - Max Orloff - Alexy Tyler - Mamo Vallicelli |  | - Victor Racek - Marco Ramazzotti - Karl Rok - Pietro Rosselli - Giorgio Salieri - Ettore Tosi - Dario Beck - Tomas Brand |  | - Matthias Vannelli - Max Veneziano - Julian Vincenzo - Will Helm |